# Rango intercuartílico
En estadística descriptiva, se le llama rango intercuartílico o rango intercuartil, a la diferencia entre el tercer y el primer cuartil de una distribución. Es una medida de la dispersión estadística.
A diferencia del rango, se trata de un estadístico robusto.

## Definición
El rango intercuartílico es una medida de variabilidad adecuada cuando la medida de posición central empleada ha sido la mediana. Se define como la diferencia entre el tercer cuartil (Q3) y el primer cuartil (Q1), es decir: RQ = Q3 - Q1. A la mitad del rango intercuartil se le conoce como desviación cuartil (DQ), es afectada muy poco por cuentas extremas. Esto lo hace una buena medida de dispersión para distribuciones sesgadas: DQ = RQ/2= (Q3 - Q1)/2.
Se usa para construir los diagramas de caja y bigote (box plots) que sirven para visualizar la variabilidad de una variable y comparar distribuciones de la misma variable; además de ubicar valores extremos.